# Augusto Roa Bastos
Augusto Roa Bastos (Asunción, 13. lipnja 1917. – Asunción, 26. travnja 2005.) je paragvajski romanopisac i pisac kratkih priča.
Roa Bastos rođen je 1917. kao sin Brazilca i Guaraní-Indijanke. Kao tinejdžer borio se u Ratu za Chaco između Paragvaja i Bolivije. Kasnije je radio kao novinar, scenarist i profesor. 
Najpoznatiji je po svojem složenom romanu "Ja, Vrhovni" (špa. Yo el Supremo), za koji je dobio nagradu „Miguel de Cervantes“ 1989., najprestižniju nagradu za knjige na španjolskom jeziku. Tema knjige je život diktatora dr. Joséa Gaspara Rodrígueza de Francie, koji je vladao Paragvajem željeznom šakom i s puno ekscentričnosti od 1814. do smrti 1840. To je jedno od najvažnijih djela o diktaturi.
Život i pisanje Roa Bastosa obilježila su iskustva s diktatorskim vojnim režimima. Godine 1947. bio je prisiljen na izgnanstvo u Argentinu, a 1976. pobjegao je iz Buenos Airesa u francuski Toulouse u sličnim političkim okolnostima. 
Većinu svojih djela napisao je u egzilu, ali to ga nije smelo, da žestoko analizira paragvajske socijalne i povijesne probleme u svom radu. Pisao je na španjolskom, koji je s vremena na vrijeme jako nadopunjen s riječima iz jezika guarani (glavni paragvajski autohtoni jezik). Roa Bastos registrirao je paragvajske mitove i simbole u baroknom stilu poznatom kao magični realizam. 
U Francuskoj je okupljao paragvajsku intelektualnu elitu, koja se protivila diktaturi paragvajskog predsjednika Alfreda Stroessnera. 
Roa Bastos bio je kasniji predstavnik u preporodu latinoameričkog književnog pokreta. Poznate su mu zbirka priča "El trueno entre las hojas", romanom "Hijo de hombre" kao i brojni drugi romani, kratke priče, pjesme i scenariji.